# 水野伊織
水野 伊織 （みずの いおり、1991年8月9日 - ）は、日本のモデル、元レースクイーン。

## 来歴・人物
1991年8月神奈川県生まれ。
スカウトをきっかけにレースクイーンとなる。
電化製品大好き。(機械類全般を好む)
漫画･アニメ･美少女フィギュア･神社仏閣巡り
パワーストーン･可愛い女の子が大好き。
好みのタイプはタチコマ(攻殻機動隊)。
動物、特に猫が大好きで、主に保護する形で多頭飼いしている。

## 活動

### レースクイーン活動
| 年     | カテゴリー                    | 所属チーム                                               |
| 2015年 | SUPER耐久                     | HONDA CarsWith CUSCO＆BOMEX                              |
| 2016年 | SUPER GT                      | ARNAGE RACING                                            |
| 2017年 | SUPER耐久                     | TRACY86 SSR INGS                                         |
| 2017年 | D1グランプリ                  | TONE                                                     |
| 2018年 | SUPER耐久                     | J'S RACING 看板キャラクター 阪上霜月2018年イメージガール |
| 2018年 | Lamborghini Super Trofeo Asia | HOJUST RACING                                            |
| 2019年 | SUPER耐久                     | TEAM PRINCE キャプテン･ハーロックレーシングチーム        |
| 2019年 | Lamborghini Super Trofeo Asia | HOJUST RACING                                            |

## イベント
- 2014年、DEEP IMPACT ラウンドガール
- 2014年、オートメッセ、オートトレンド
- 2015年、東京オートサロン  Project μ イメージキャラクター  山口美羽ちゃん
- 2016年、東京オートサロン CUSCO イメージキャラクター くす子ちゃん
- 2017年、東京オートサロン CarX&BoMEX

## 雑誌・グラビアなど
- es4 - 表紙
- オートガイド 表紙
- GTクイーン
- ギャルズパラダイス
- 週刊プレイボーイ バニーガール特集
- メンズナックル
- 週刊実話  グラビアページ